# Ranunculus sardous
Ranunculus sardous es una planta de la familia de las ranunculáceas.

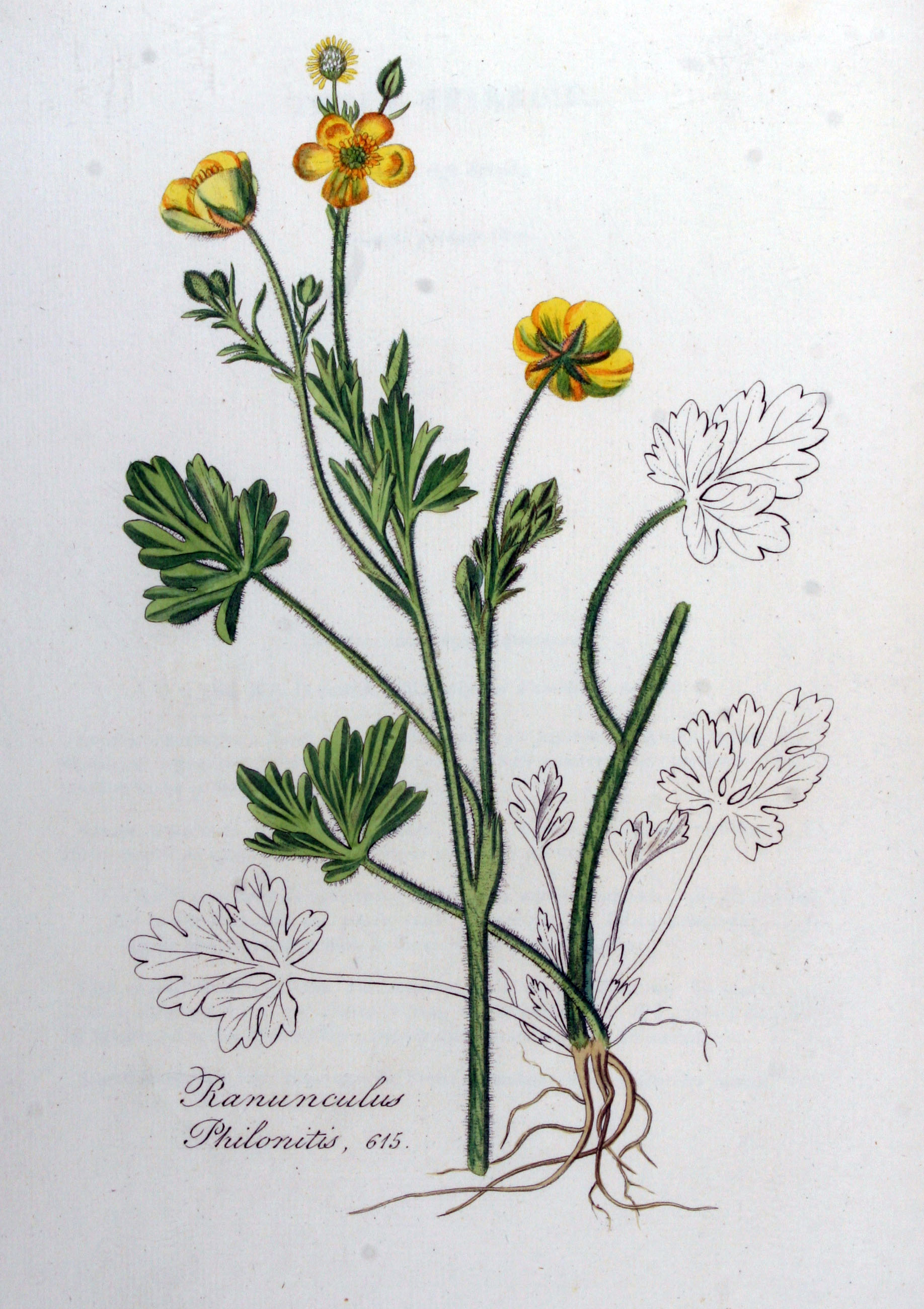
Ilustración

## Descripción
Ranunculus sardous es una planta pelosa, anual, de flores de color amarillo pálido de 1,5-2,5 cm de diámetro, con sépalos reflejos y tallos florales arrugados. Hojas basales arriñonadas, dentadas, las superiores con 3-5 lóbulos, dentadas; tallo ramoso por arriba. Aquenios con un anillo de protuberancias cerca del margen, pico corto, curvo. Florece desde primavera y hasta el otoño. 

## Hábitat
Habita en terrenos cultivados húmedos, prados de siega y tierras baldías.

## Distribución
En casi toda Europa.

## Taxonomía
Ranunculus sardous fue descrita por Heinrich J.N. Crantz y publicado en Stirpium Austriarum Fasciculus 2: 84. 1763.
Citología
Número de cromosomas de Ranunculus sardous (Fam. Ranunculaceae) y táxones infraespecíficos: 2n=16
Etimología
Ver: Ranunculus
sardous: epíteto
Sinonimia
- Notophilus vulgaris Fourr.
- Ranunculus parvulus L.
- Ranunculus philonotis Ehrh.
- Ranunculus pseudobulbosus Schur
- Ranunculus sardous subsp. laevis N.Busch
- Ranunculus sardous var. pseudobulbosus Grossh.
- Ranunculus xatardii Lapeyr.[4]

## Nombres comunes
- Castellano: amorias, patalobo.[5]